# Impuls Diliżan
Impuls Diliżan (orm. „Էրեբունի-Դիլիջան“ Մարզական Ակումբը, "Erebuni-Dilijan" Futbolajin Akumby) – ormiański klub piłkarski z siedzibą w mieście Diliżan.

## Historia
Chronologia nazw:
- 1985–1993: Impuls Diliżan (orm. «Էրեբունի» Դիլիջան)
- 2009-2013: Impuls-Diliżan (orm. «Էրեբունի-Դիլիջան»)

Klub Piłkarski Impuls Diliżan został założony w 1985 roku. W 1990 debiutował w Drugiej Niższej Lidze Mistrzostw ZSRR. W następnym sezonie również kontynuował występy w niej.
Po uzyskaniu przez Armenię niepodległości, w 1992 debiutował w najwyższej lidze Armenii, w której zajął 15. miejsce. W 1993 zajął 12. miejsce, ale przed rozpoczęciem nowego sezonu klub zrezygnował z dalszych występów i został rozwiązany.
Dopiero w 2009 na bazie Szkoły Piłkarskiej znajdującej się w dzielnicy Erebuni w Erywaniu został reaktywowany klub, który przeniósł się do Diliżanu i zgłosił się do rozgrywek 2 ligi ormiańskiej. Drużyna zdobyła awans do Bardsragujn chumb i od sezonu 2010 występuje w najwyższej lidze Armenii.

## Sukcesy
- Druga Niższa Liga ZSRR, strefa 2: 12. miejsce (1991)
- Mistrzostwo Armenii: 12. miejsce (1993)
- Puchar Armenii: 1/8 finału (1993)